# Erik Akkersdijk

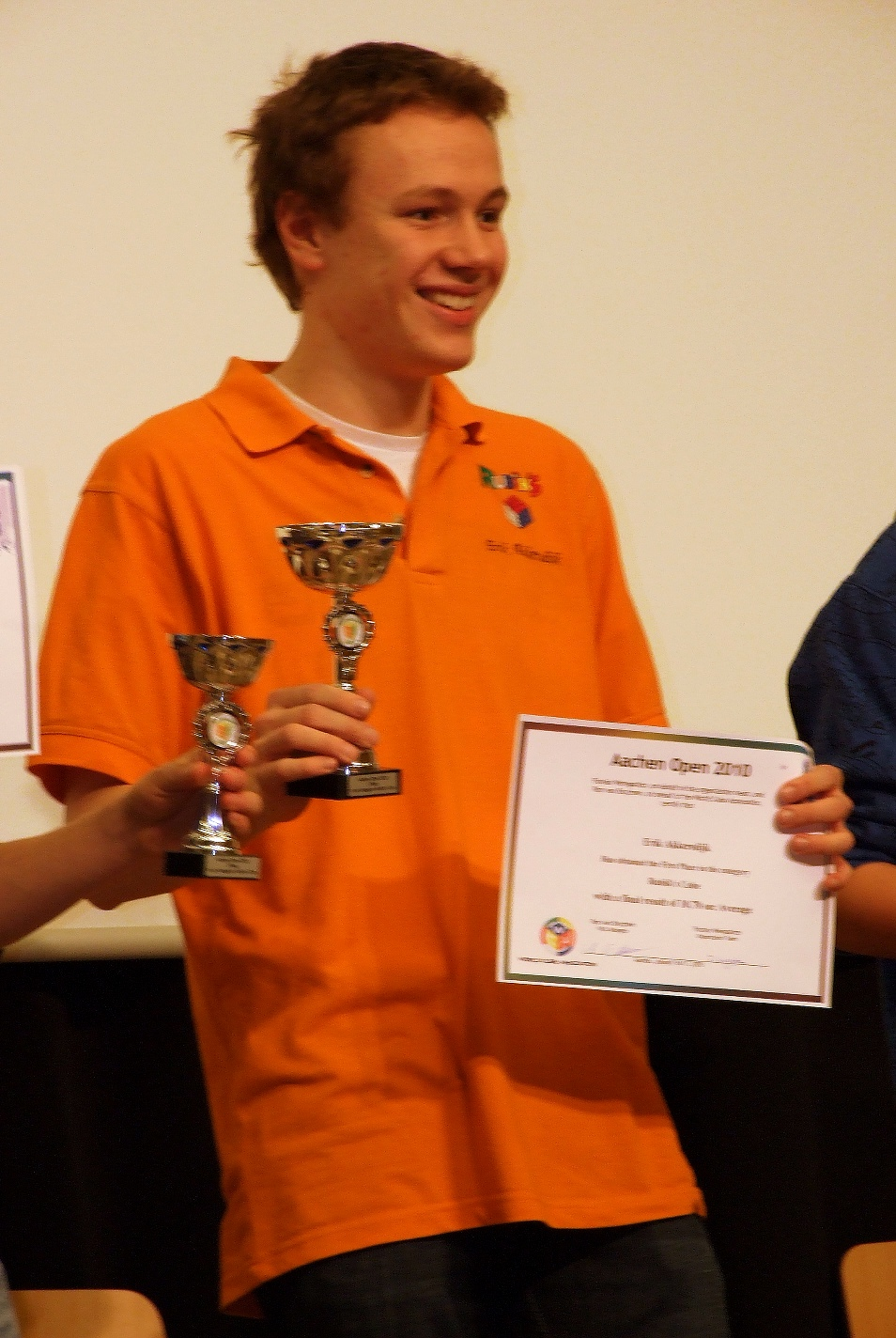
Erik Akkersdijk bij de Aachen Open

Erik Akkersdijk (Enschede, 7 oktober 1989) is een Nederlandse Rubiks kubus-speedcuber.

## Carrière
Akkersdijk startte in 2005 met speedcuben. Hij nam deel aan nationale en internationale wedstrijden. Zijn eerste grote overwinning was met de 3x3x3 kubus tijdens de Czech Open in 2007. Tijdens de Dutch Open 2007 vestigde hij voor het eerst een wereldrecord van 9,77 seconden met de 3x3x3 kubus.
Hij heeft in totaal 33 wereldrecords in het speedcubing verbeterd in verschillende onderdelen. De meest in het oog springende prestatie was zijn wereldrecord in 2008 op de standaard 3x3x3 Rubiks kubus in 7,08 seconde. Dit record heeft ruim twee jaar standgehouden totdat het eind 2010 werd verbroken door de Australiër Feliks Zemdegs. Het wereldrecord trok veel media-aandacht. Een video op YouTube, waarin Akkersdijk het wereldrecord vestigde, is ruim 2,7 miljoen keer bekeken.
Hij behaalde in 2007 een wereldtitel met de Megaminx. In 2008 werd Akkersdijk Europees kampioen met de 4x4x4 en de 5x5x5 kubus.
In 2009 nam Akkersdijk deel aan het televisieprogramma Ik wed dat ik het kan, waarin hij een Rubiks kubus in anderhalve minuut oploste met zijn voet en zo €1000 won. In 2016 verscheen hij nog een keer in de opvolger van het programma 'Wedden dat ik het kan'. Dit keer lukte het hem 3 kubussen geblinddoekt op te lossen binnen 3 minuten. Ook dit leverde hem €1000 op.

## Records
| Recordtype                    | Resultaat (sec) | Evenement                |
| ----------------------------- | --------------- | ------------------------ |
| 2x2x2 Cube Enkel              | 0,96            | Geneva Open 2008         |
| 3x3x3 met voeten Enkel        | 48,69           | Alania Open 2011         |
| 3x3x3 met voeten (gemiddelde) | 56,32           | Wereldkampioenschap 2011 |
| Megaminx Enkel                | 59,78           | Danish Open 2009         |
| Megaminx (gemiddelde)         | 64,34           | Danish Open 2009         |
| Pyraminx Enkel                | 2,84            | Alania Open 2011         |
| Pyraminx (gemiddelde)         | 4,82            | Cachan Open 2011         |